# Carluke
Carluke (Schots-Gaelisch: Cathair MoLuaig) is een stad in het Schotse bestuurlijke gebied South Lanarkshire en telt 13.300 inwoners (census 2005). Het ligt in de Clyde Valley op 7,6 kilometer ten noordwesten van Lanark en 6,8 kilometer ten zuidwesten van Wishaw. De stad dient als regionaal centrum en heeft een station.

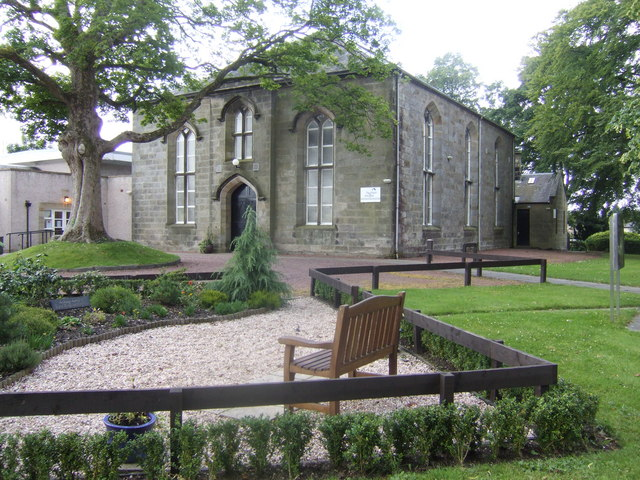
De Kirkton parochiekerk

## Geboren
- William Roy (1726-1790), militair ingenieur, landmeter en oprichter Ordnance Survey
- David Turnbull (1999), voetballer